# Cerro Branco
Cerro Branco é um município brasileiro do estado do Rio Grande do Sul. Sua população, conforme estimativas do IBGE de 2018, era de 4 676 habitantes.

## História
Cerro Branco recebeu status de município pela lei estadual nº 8628 de 12 de maio de 1988, com território desmembrado do município de Cachoeira do Sul.

## Geografia
Localiza-se a uma latitude 29º39'16" sul e a uma longitude 52º56'01" oeste, estando a uma altitude de 83 metros. Possui uma área de 154,105 km²